# Аделберг
Аделберг (њем. Adelberg) општина је у њемачкој савезној држави Баден-Виртемберг. Једно је од 38 општинских средишта округа Гепинген. Према процјени из 2010. у општини је живјело 2.032 становника. Посједује регионалну шифру (AGS) 8117001.

## Географија
Аделберг се налази у савезној држави Баден-Виртемберг у округу Гепинген. Општина се налази на надморској висини од 472 метра. Површина општине износи 9,5 km².

## Становништво
У самом мјесту је, према процјени из 2010. године, живјело 2.032 становника. Просјечна густина становништва износи 214 становника/km².

## Међународна сарадња
| Мјесто | Држава     | Врста сарадње | Од    |
| ------ | ---------- | ------------- | ----- |
|        | Швајцарска | партнерство   | 1978. |
| Извор  |            |               |       |